# لغات الأوغوز
لغات الأوغوز هي فرع رئيسي وكبير من عائلة اللغات التركية.